# Sveti Petar
Sveti Petar es una localidad de Croacia en el municipio de Mali Bukovec, condado de Varaždin.

## Geografía
Se encuentra a una altitud de 148 m s. n. m. a 103 km de la capital nacional, Zagreb.

## Demografía
En el censo 2011, el total de población de la localidad fue de 710 habitantes.
| Gráfica de población de Sveti Petar 1857-2011                       |
|                                                                     |
| Según los censos de población de la oficina estadística de Croacia. |